# Castello di Montefiore
Il Castello di Montefiore è una fortificazione militare del XV secolo sito nell'omonima frazione di Montefiore, a 9,11 chilometri dal centro di Recanati, in provincia di Macerata, nelle Marche
Sorge, lungo la strada che da Osimo conduce a Montefano e svetta con il suo alto mastio sulla sommità di un'altura che domina la parte occidentale delle valli del Musone e del Potenza, che lo rende visibile da Recanati, da Osimo e da tutto il paesaggio circostante, fino al mare, al Monte Conero e ai paesi delle colline che gli fanno da corona. 
Il castello appare raffigurato anche tra gli affreschi della Sala del Consiglio, nel Municipio di Recanati, eseguiti nel 1889 da Matteo Tassi di Perugia.

## Storia e architettura

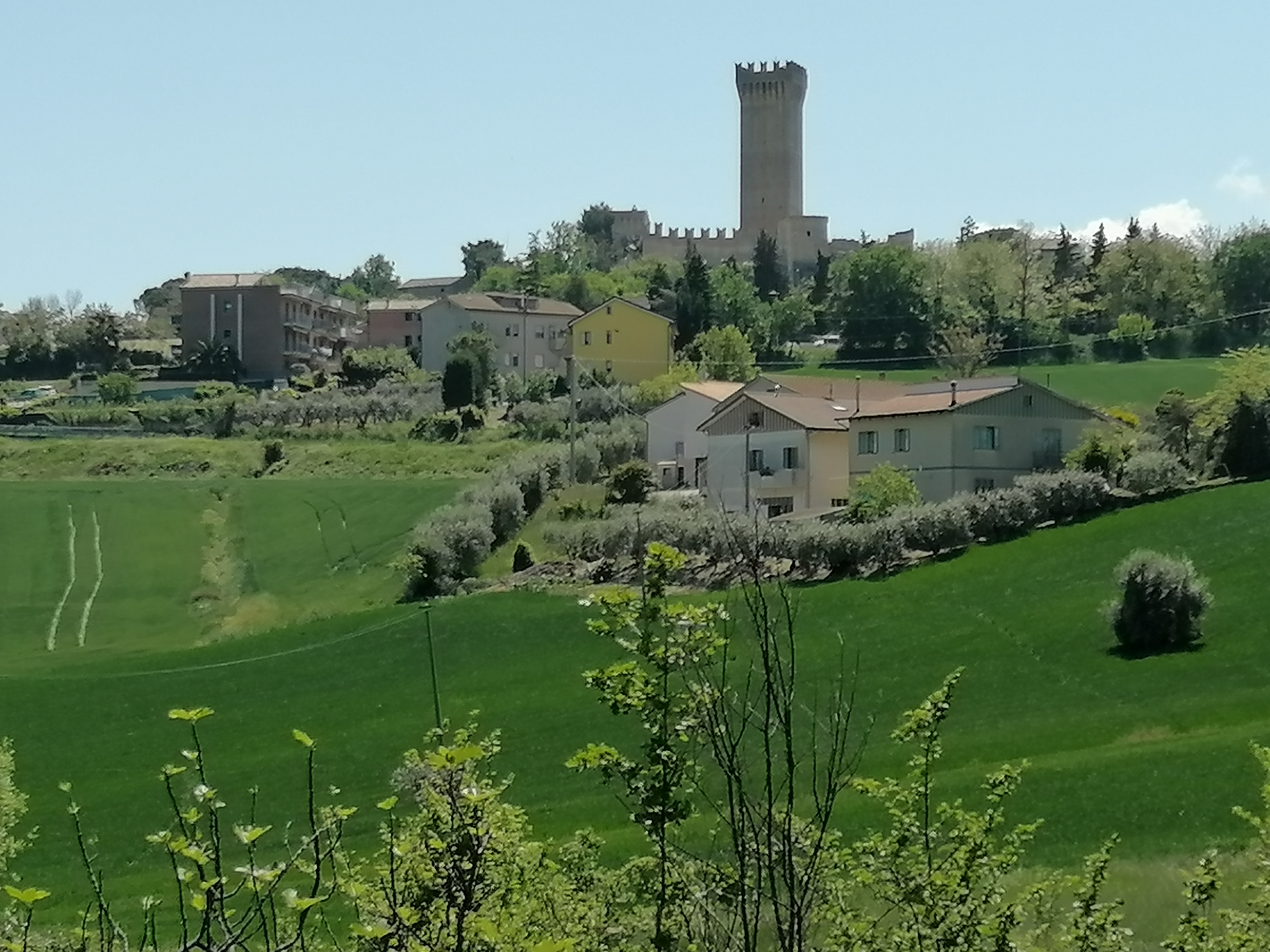
Il castello a dominio del paesaggio.

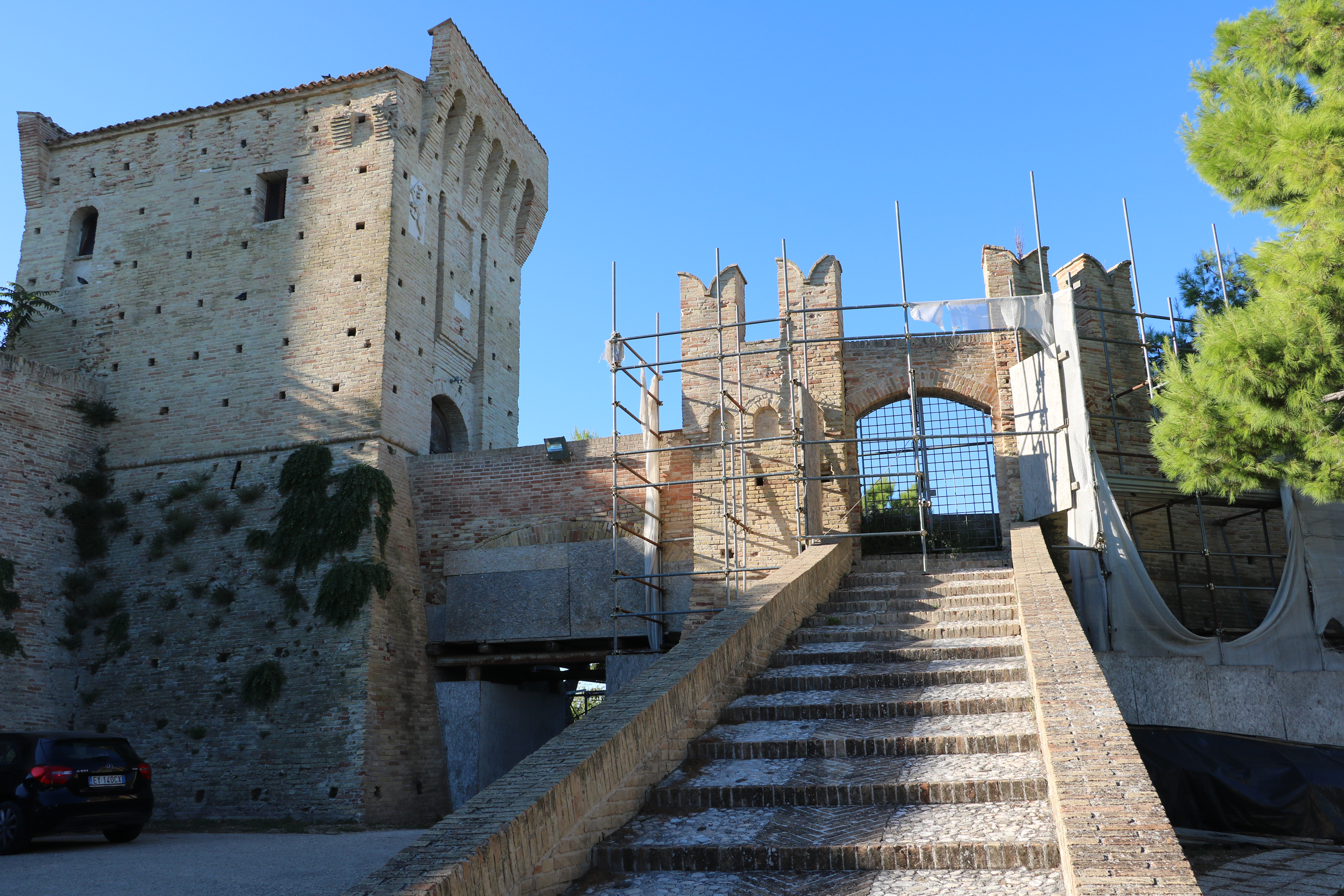
Il rivellino.

### Origini
Questa località, allora nota col toponimo Fundus Florie, intorno al X secolo, era al confine fra i Longobardi del ducato di Spoleto ed i Bizantini della Pentapoli, dovendone subire le alterne vicende delle loro lotte. 
Alla fine del XIII secolo il Comune di Recanati decise di erigere qui un castello per arginare le mire espansionistiche dell’acerrimo nemico, Osimo. Si ritiene che l'alta Torre, posta al centro del Castello, fosse stata eretta per avvistare e segnalare i pericoli e le aggressioni.

### Il castello rinascimentale
Il Castello di Montefiore per tutto il XV secolo venne ampliato e fortificato. Nel 1429 gli annali documentano l’innalzamento del grande mastio centrale come torre di avvistamento. Nel 1445, durante le lotte fra il papa e Francesco Sforza, il castello venne già rinforzato per far fronte alle grandi signorie o ai vari capitani di ventura che impiegavano eserciti sempre più evoluti. La lapide sopra la porta d'accesso del cassero ricorda un nuovo e più ampio intervento effettuato nel 1467 dai duumviri Antonio Politi e Tommaso Gabrielli. 
Grandi lavori vennero intrapresi nel 1486, quando il Governatore pontificio della Marca Fermana, in lotta contro Boccolino di Guzzone che si era impadronito di Osimo, vi aveva posto il suo quartier generale. Fu allora che l'edificio assunse il suo definitivo assetto difensivo e non più di avvistamento. La cinta muraria venne consolidata, il mastio ricostruito nella forma attuale, alto 40 metri, e si eresse il rivellino. Tutte modifiche atte a trasformare il castello in una rocca in grado di resistere agli attacchi delle armi da fuoco.
Alcune riparazioni furono decise nel gennaio 1492. 

### Storia moderna
Nel XVII secolo Montefiore aveva ormai perso il suo ruolo di spicco militare e subì quella lenta trasformazione che da rocca lo portò a diventare borgo rurale. 
Il complesso venne fortemente danneggiato durante la seconda Guerra Mondiale e restaurato negli anni successivi. 
Nel 2000 è stata avviata una grande campagna di restauri, anche a causa di problemi di stabilità.

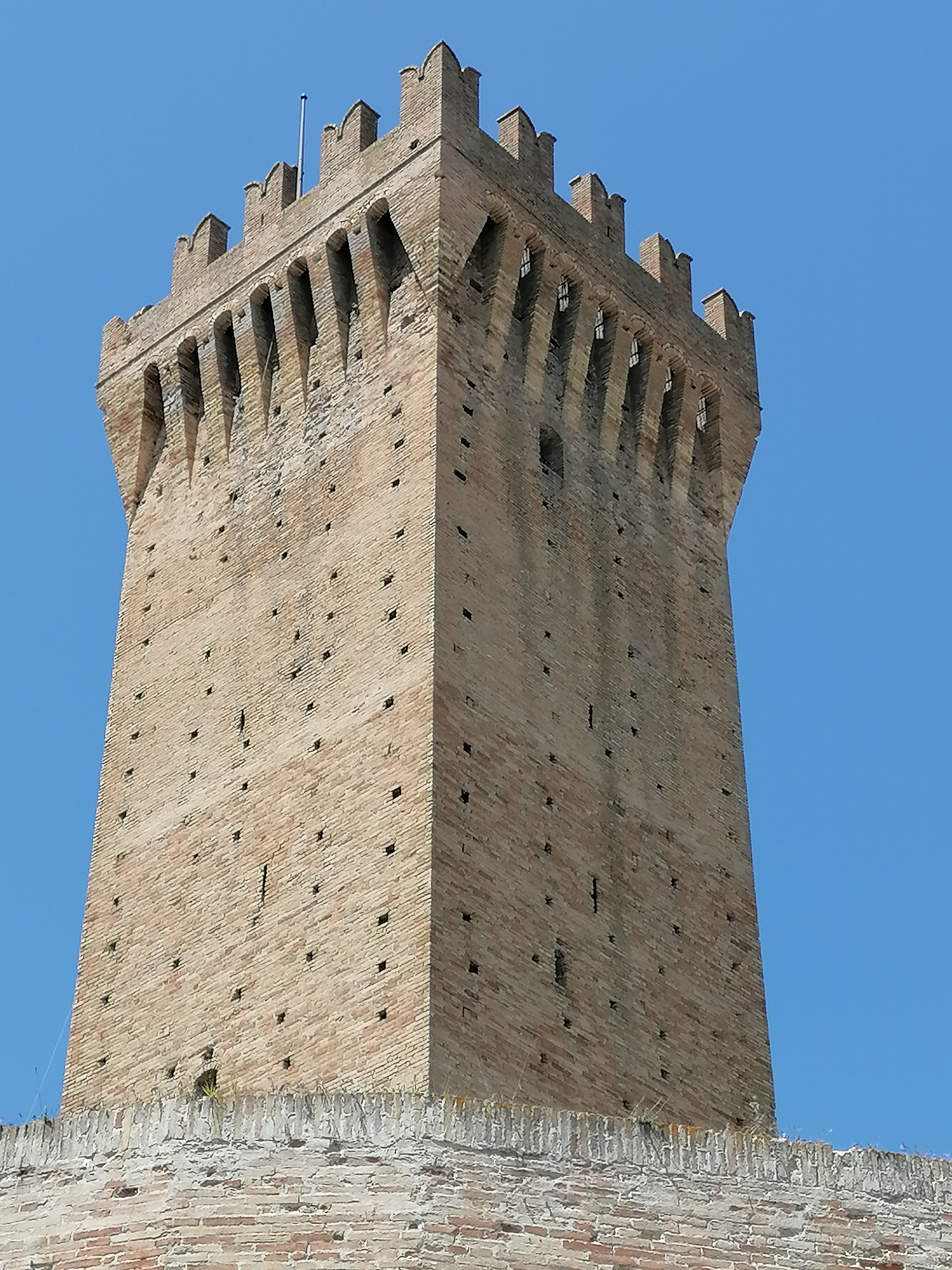
Il mastio.